# José Jacinto Cuevas
José Jacinto Cuevas Barrera (1821 - 1878), fue un músico y compositor mexicano, nacido y fallecido en Mérida, Yucatán, maestro de varias generaciones de músicos mexicanos y particularmente yucatecos. Destacó por su talento como compositor y como pedagogo en cuestiones musicales. Fundador y maestro del Conservatorio Musical de Yucatán.

## Datos biográficos
Mostró disposición musical desde temprana edad por lo que desde los siete años sus padres le enviaron a estudiar con Francisco Quiroz maestro prestigiado del coro de música sacra de la Catedral de Yucatán. Ahí inició una carrera brillante hasta volverse forjador de varias generaciones de músicos yucatecos. Integró y dirigió la Banda Sinfónica del Estado, y la Sociedad Filarmónica del Estado de Yucatán. así como la primera orquesta de cámara de Yucatán. Entre sus obras está Miscelánea Yucateca, Mosaico Yucateco y  Marcha Fúnebre, todas para piano. Fue autor de la música el Himno Yucateco que se canta con la letra de Manuel Palomeque Solís y de José García Montero y cuyo estreno, el 15 de septiembre de 1857 en su versión primera ya que después se agregaron las estrofas escritas por el poeta García Montero, él mismo dirigió en el Teatro Peón Contreras.

## Obra
- Autor de la música del Himno de Yucatán (1867) y también de la del nuevo himno de Yucatán, recién aprobado por el Congreso de Yucatán (2024), cuya letra fue escrita por Luis Pérez Sabido, adaptándola a la música original de José Jacinto Cuevas.
- Espinas del Corazón. Vals, 1865
- Cinta Azul. Vals, 1864
- Flores Mustias. Vals, 1864